# Christian Franzen
Pour les articles homonymes, voir Franzen.
Christian Franzen, né Christian Nissen Franzen au Danemark le 18 décembre 1863 et mort le 17 septembre 1923 à Madrid, est un photographe hispano-danois.

## Biographie
Né en 1863 au Danemark, Christian Franzen s'installe en Espagne et crée un studio de photographie à Madrid,,.
Surnommé « fotógrafo de reyes y rey de los fotógrafos » (photographe des rois et rois des photographes), il est l'un des photographes favoris de la famille royale et de l'aristocratie,,. Il réalise des portraits remarqués du roi Alphonse XIII, de son épouse la reine Victoire-Eugénie de Battenberg et de l'infante Marie Christine, qui aurait eu des sentiments pour le photographe.
Il possède un studio au 11 de la rue Príncipe de Madrid à partir de 1901.
Il collabore avec la revue Blanco y Negro, où il illustre trois sections : « Estudios fisonómicos » (« Études physionomiques »), « Madrid de Noche » (« Madrid de nuit ») et « Fotografías íntimas » (« Photographies intimes »). Il travaille également dans les salons de l'aristocratie madrilène, où il photographie, outre des membres de l'aristocratie, des personnalités politiques ou littéraires importantes telles que Práxedes Mateo Sagasta, Concha Espina et Emilia Pardo Bazán.
Il est l'attaché au consul du Danemark jusqu'à sa mort à Madrid, en 1923.

## Collections, expositions
- National Portrait Gallery

## Galerie

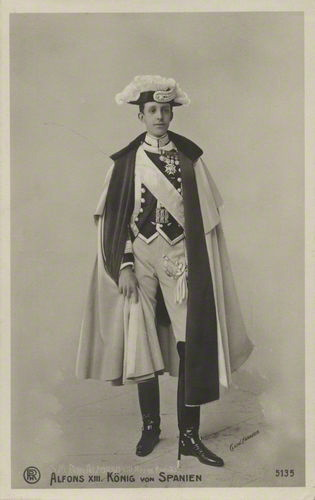
Le roi Alphonse XIII (années 1900).
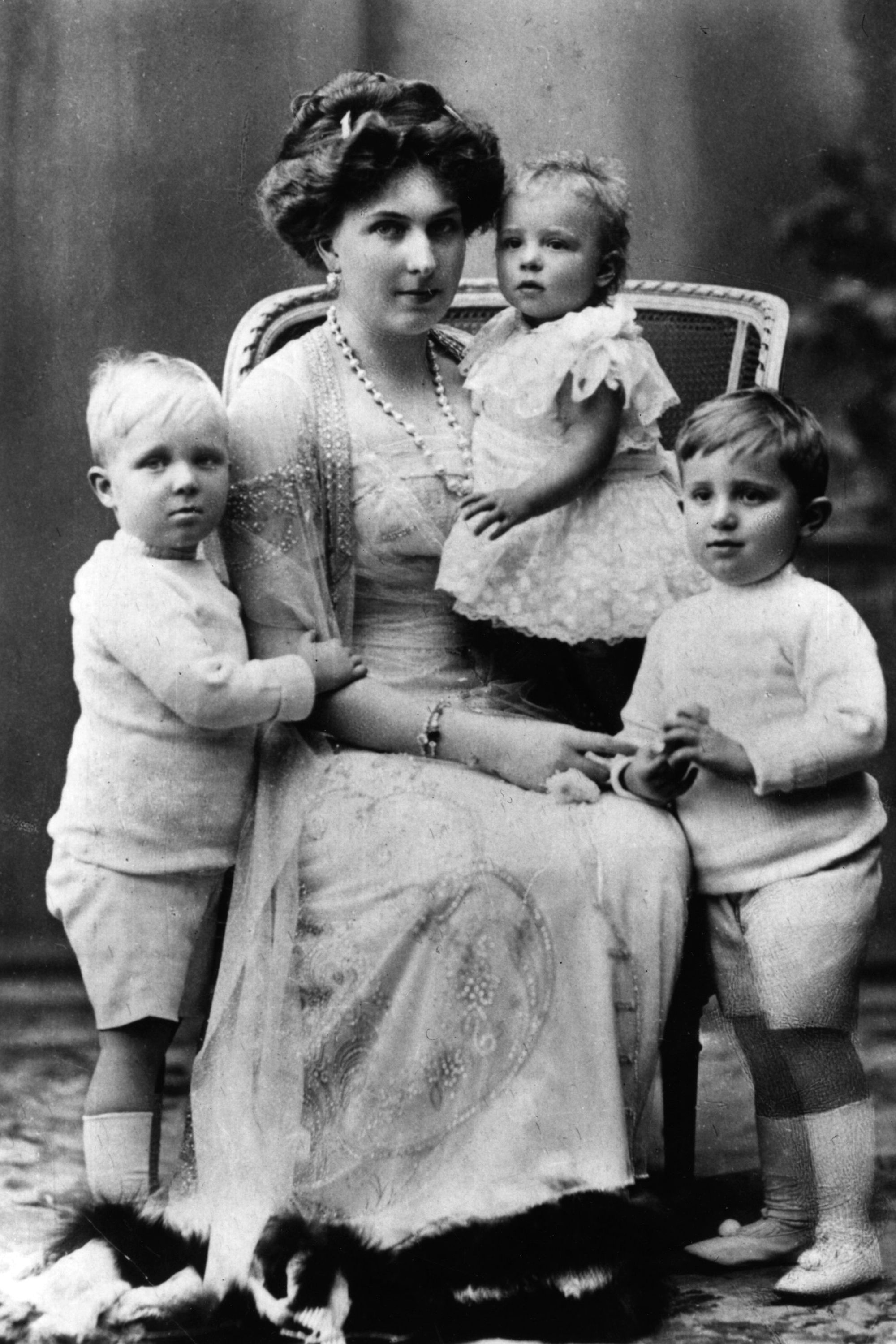
La reine Victoire-Eugénie (vers 1911).
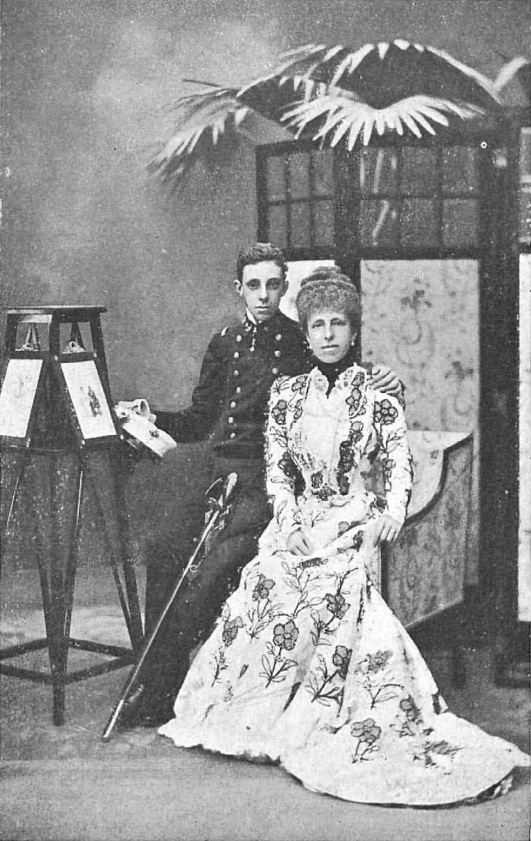
Marie-Christine d'Autriche et Alphonse XIII (en 1901).
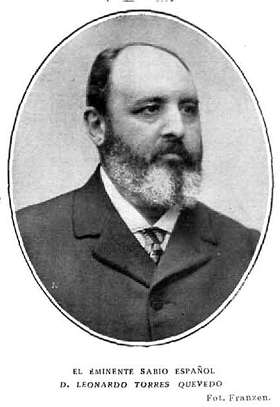
L'inventeur Leonardo Torres Quevedo (1916).
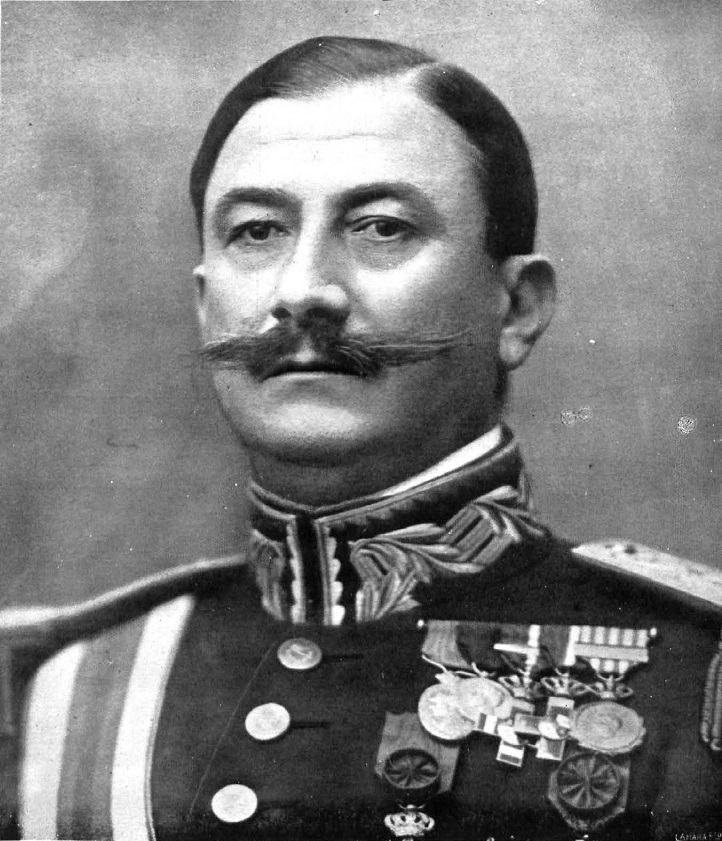
L'homme d'État Dámaso Berenguer (avant 1919).
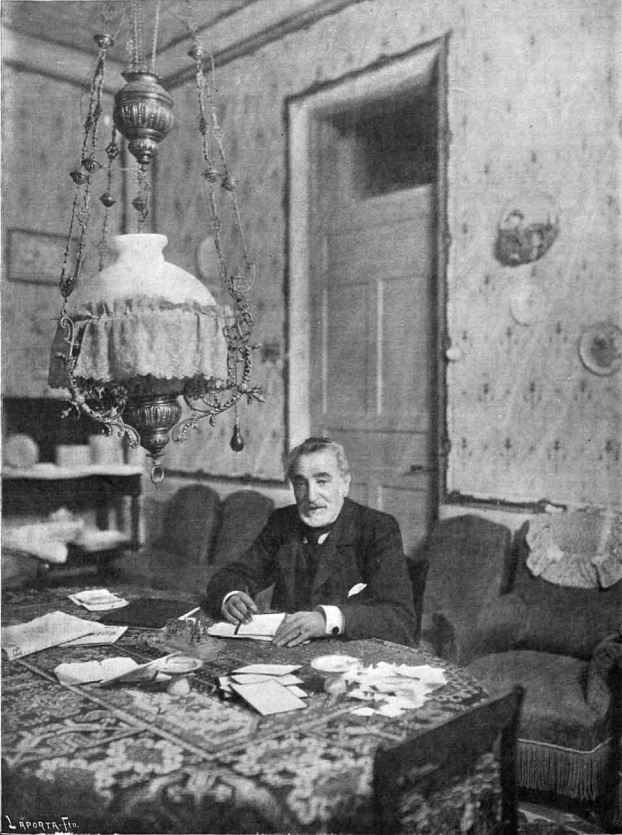
L'homme d'État Práxedes Mateo Sagasta dans sa demeure d'Ávila (1897).
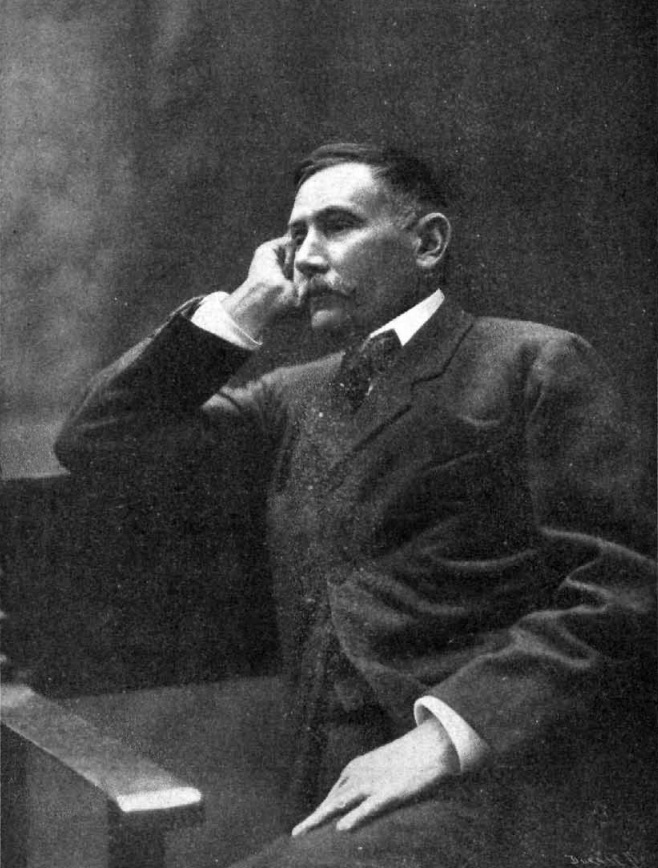
L'écrivain Benito Pérez Galdós (avant 1909).
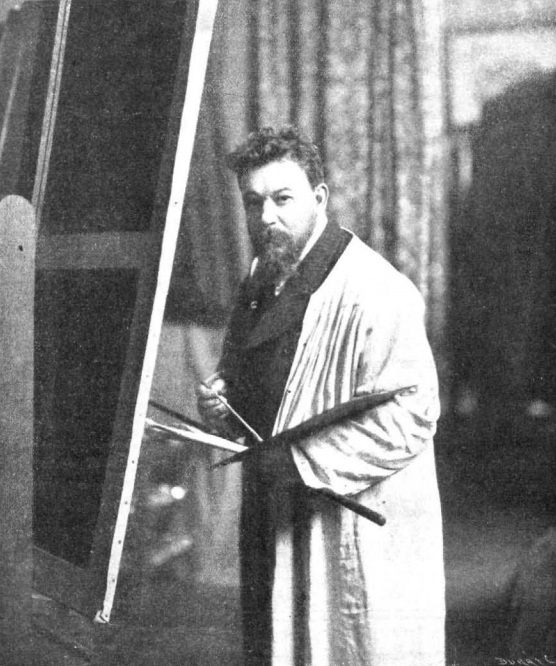
Le peintre Joaquín Sorolla (avant 1902).
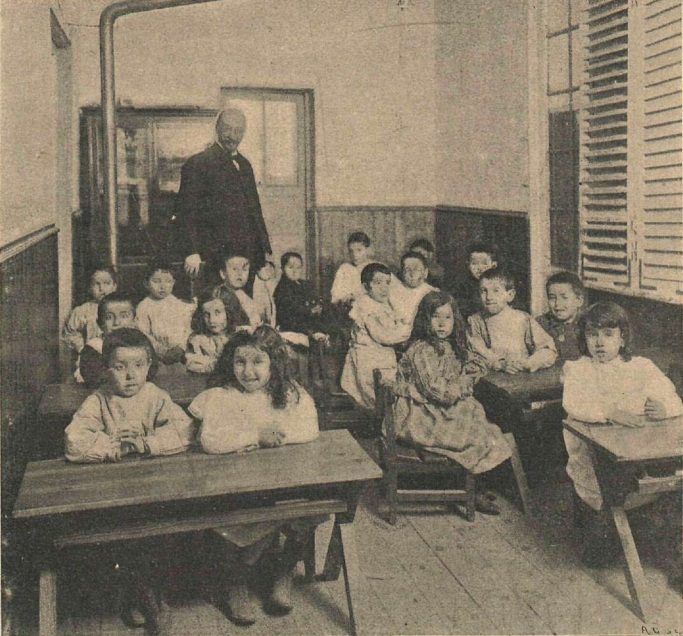
La Canariera, de l'Institution libre d'enseignement (1903).
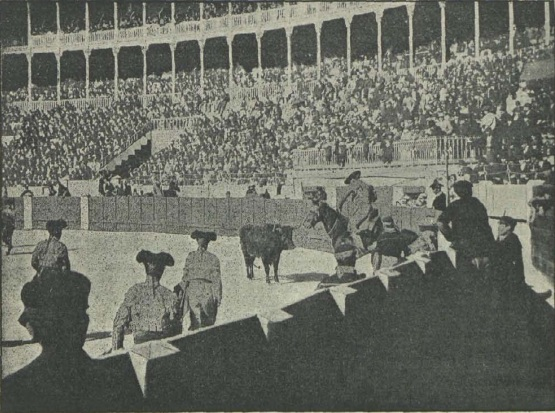
Novillada dans l'arène de Goya (1896).